# Pinkpop 2017
Pinkpop 2017 was de 48e editie van het Nederlands muziekfestival Pinkpop en de 30e editie in Landgraaf. Het festival vond in 2017 weer plaats tijdens Pinksteren.

## Pinksteren
De naam Pinkpop is afgeleid van de namen Pinksteren en Popmuziek. Alle edities t/m 2007 vonden ook plaats tijdens Pinksteren, maar er werd daarna van afgeweken in 2008, 2010, 2013, 2015, 2016 en 2018.

## Perspresentatie
De bekendmaking van het complete programma vond plaats tijdens de traditionele perspresentatie in poptempel Paradiso te Amsterdam op woensdag 8 maart 2017. De kaartverkoop startte op zaterdag 11 maart 2017.

## Schema
| Datum     | Podia                                                        | Podia                                                                     | Podia                                                           | Podia                                                             | Podia           |
| Datum     | Mainstage (Zuid)                                             | 3FM Stage (Noord)                                                         | Brightlands Stage (Zuid West)                                   | Stage 4 (West)                                                    | Garden of love  |
| --------- | ------------------------------------------------------------ | ------------------------------------------------------------------------- | --------------------------------------------------------------- | ----------------------------------------------------------------- | --------------- |
| za 3 juni | James TW Chef'Special Kensington Justin Bieber Martin Garrix | White Lies Kaiser Chiefs Five Finger Death Punch                          | The Ten Bells Pierce Brothers Crystal Fighters Richard Ashcroft | Declan McKenna ALMA Ronnie Flex en Deuxperience Band              | Lotte Walda     |
| zo 4 juni | Gavin James Kodaline Broederliefde Imagine Dragons Green Day | Anne-Marie James Arthur Clean Bandit Biffy Clyro Sean Paul                | Jack Savoretti My Baby The Charm The Fury Birdy Rancid          | Busty and the Bass Amber Run Bomba Estereo Undeclinable Ambuscade | Charl Delemarre |
| ma 5 juni | Seasick Steve Guus Meeuwis Passenger Live Kings of Leon      | Machine Gun Kelly Rag'n'Bone Man Sum 41 Prophets of Rage System of a Down | Gutterdämmerung Oh Wonder Liam Gallagher Fat Freddy's Drop MØ   | Midas Don Broco Chris Ayer JP Cooper                              | Gerson Main     |

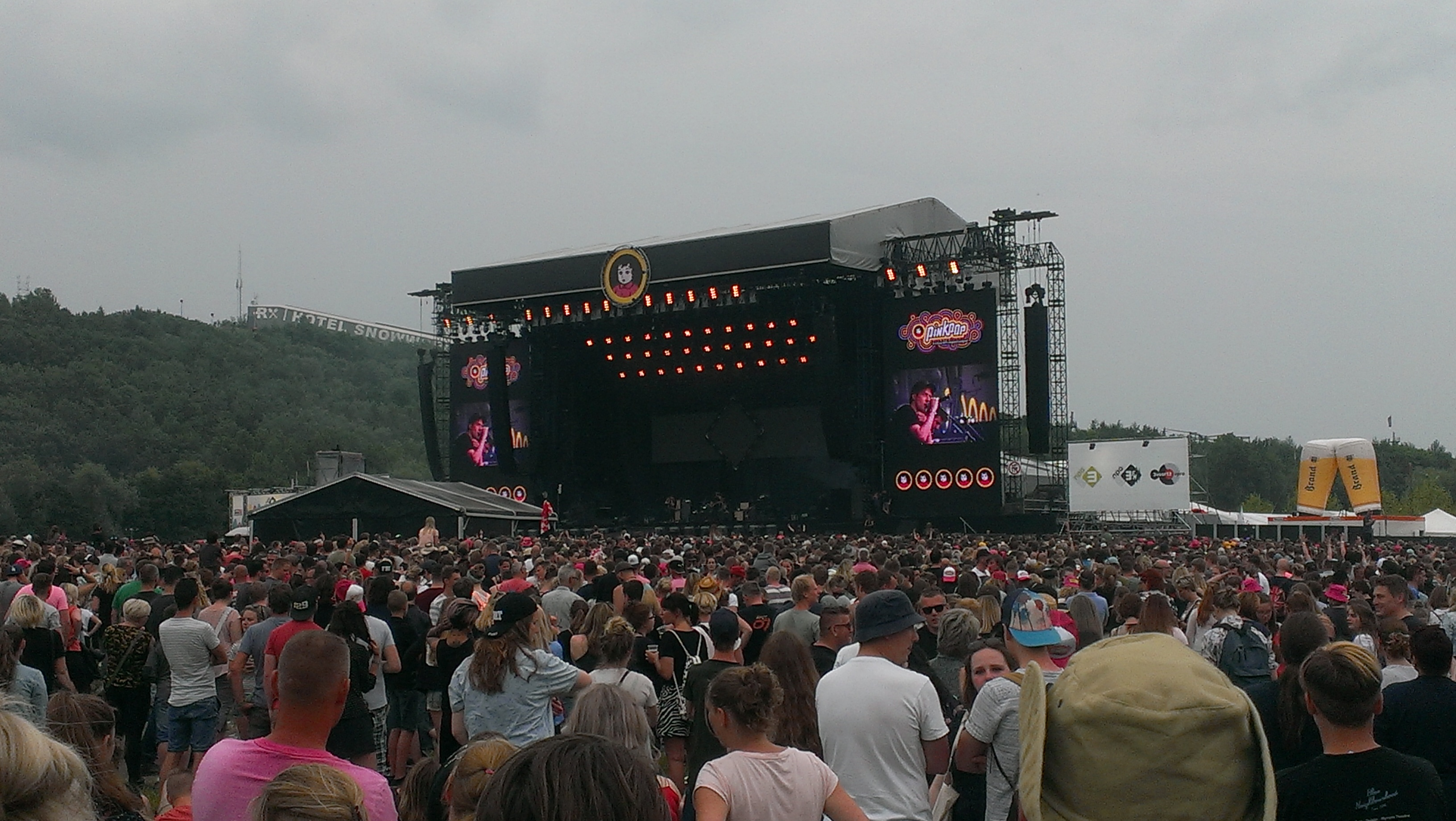
Kensington
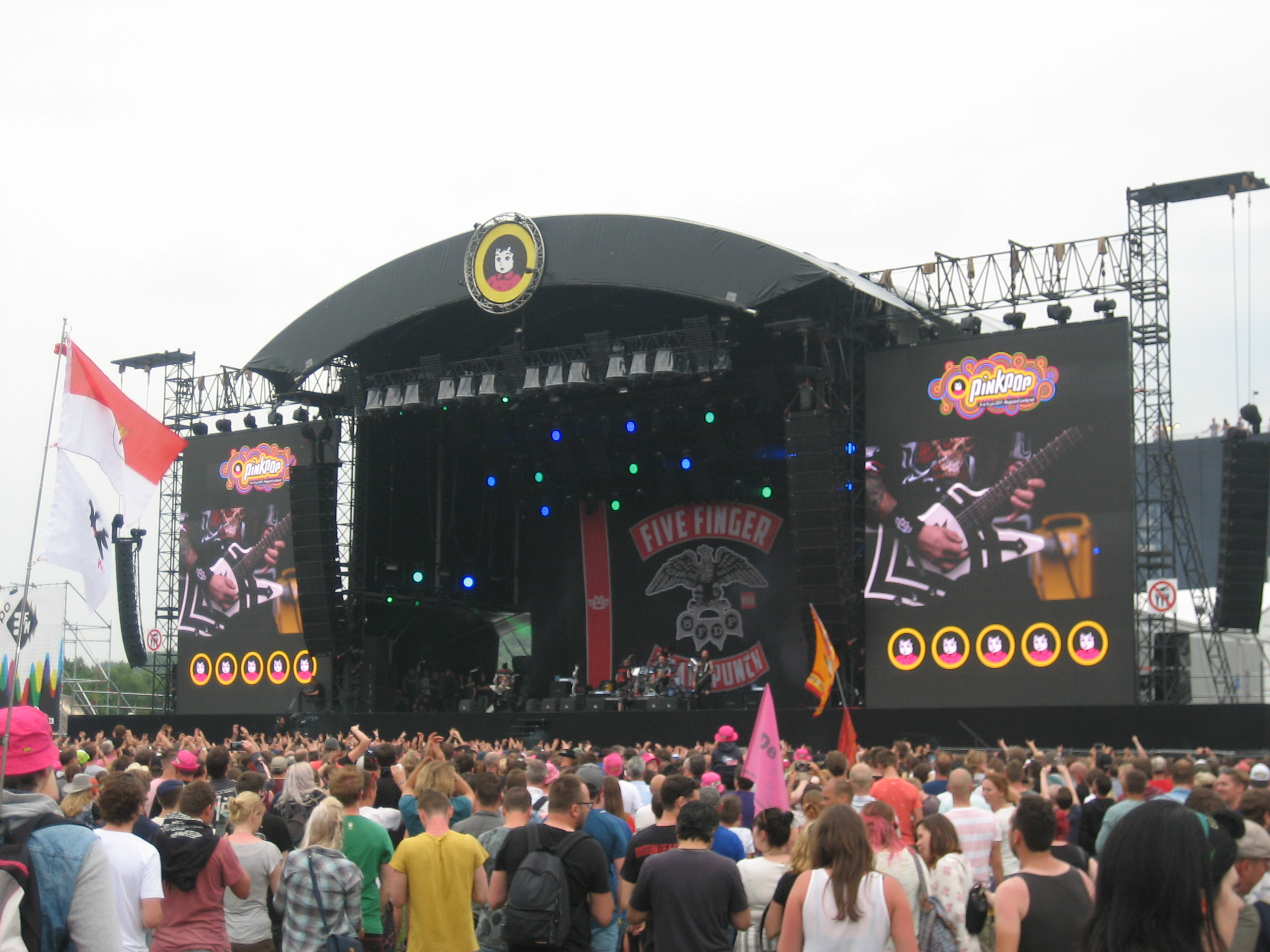
Five Finger Death Punch
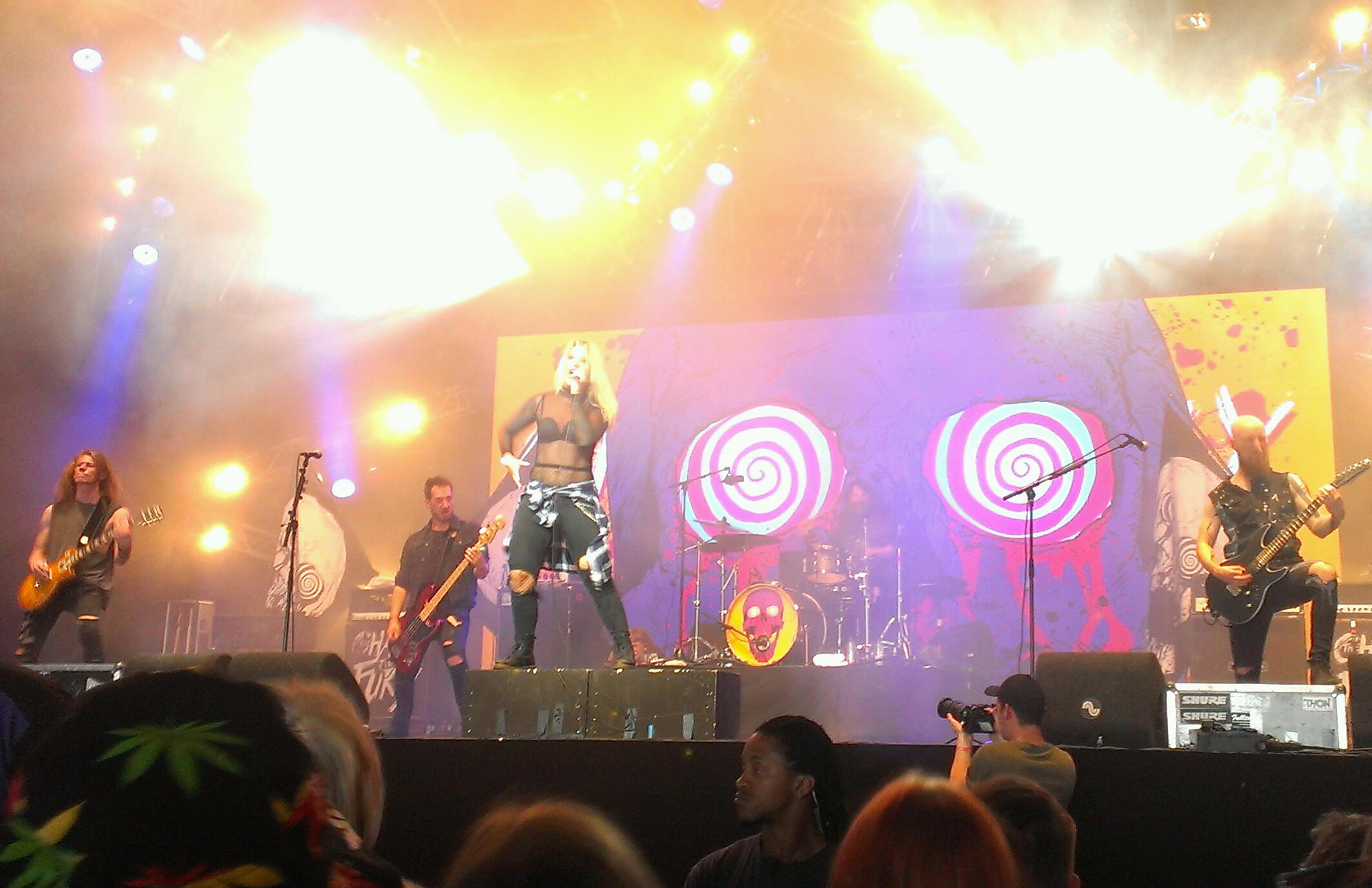
The Charm The Fury
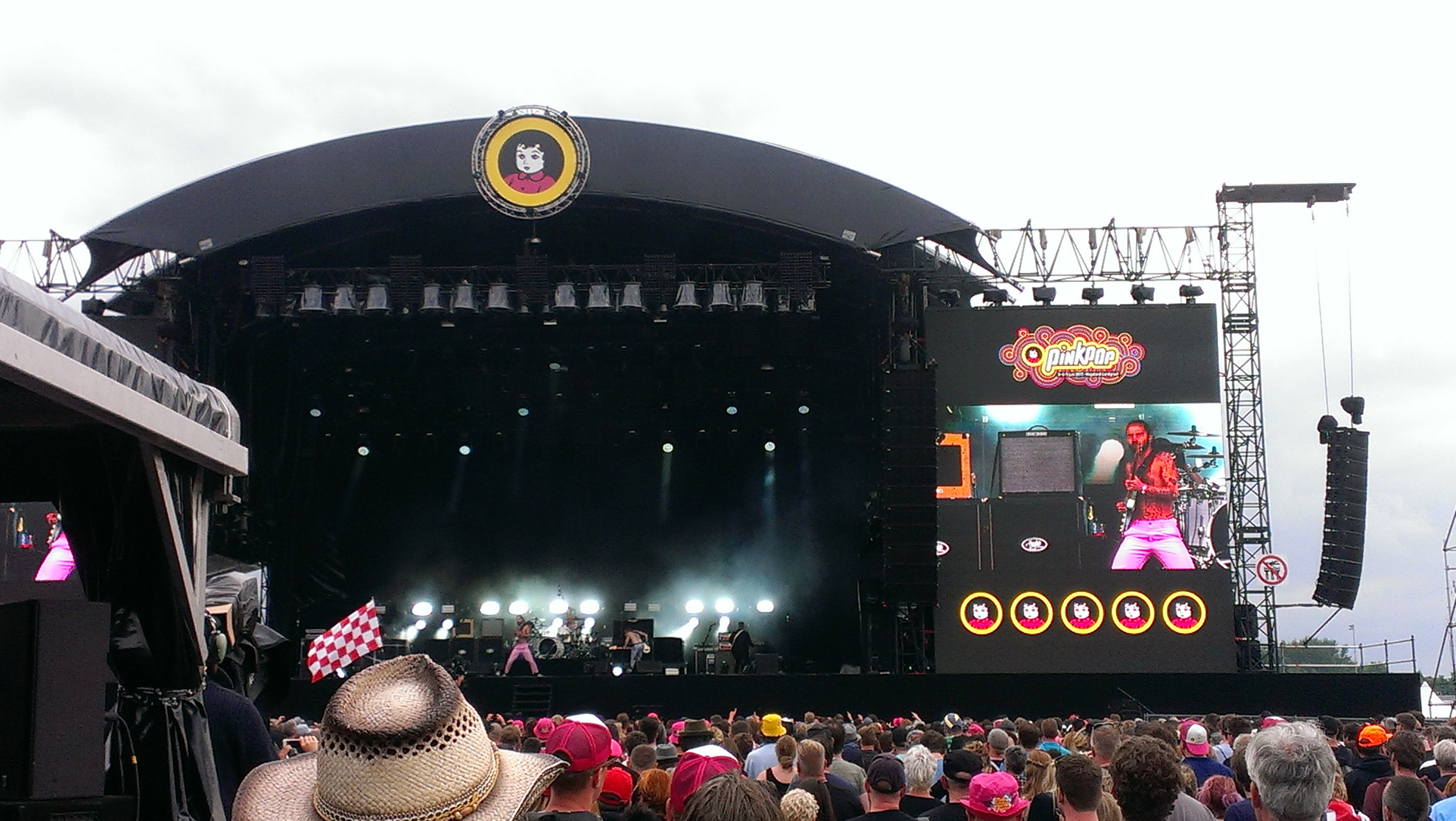
Biffy Clyro
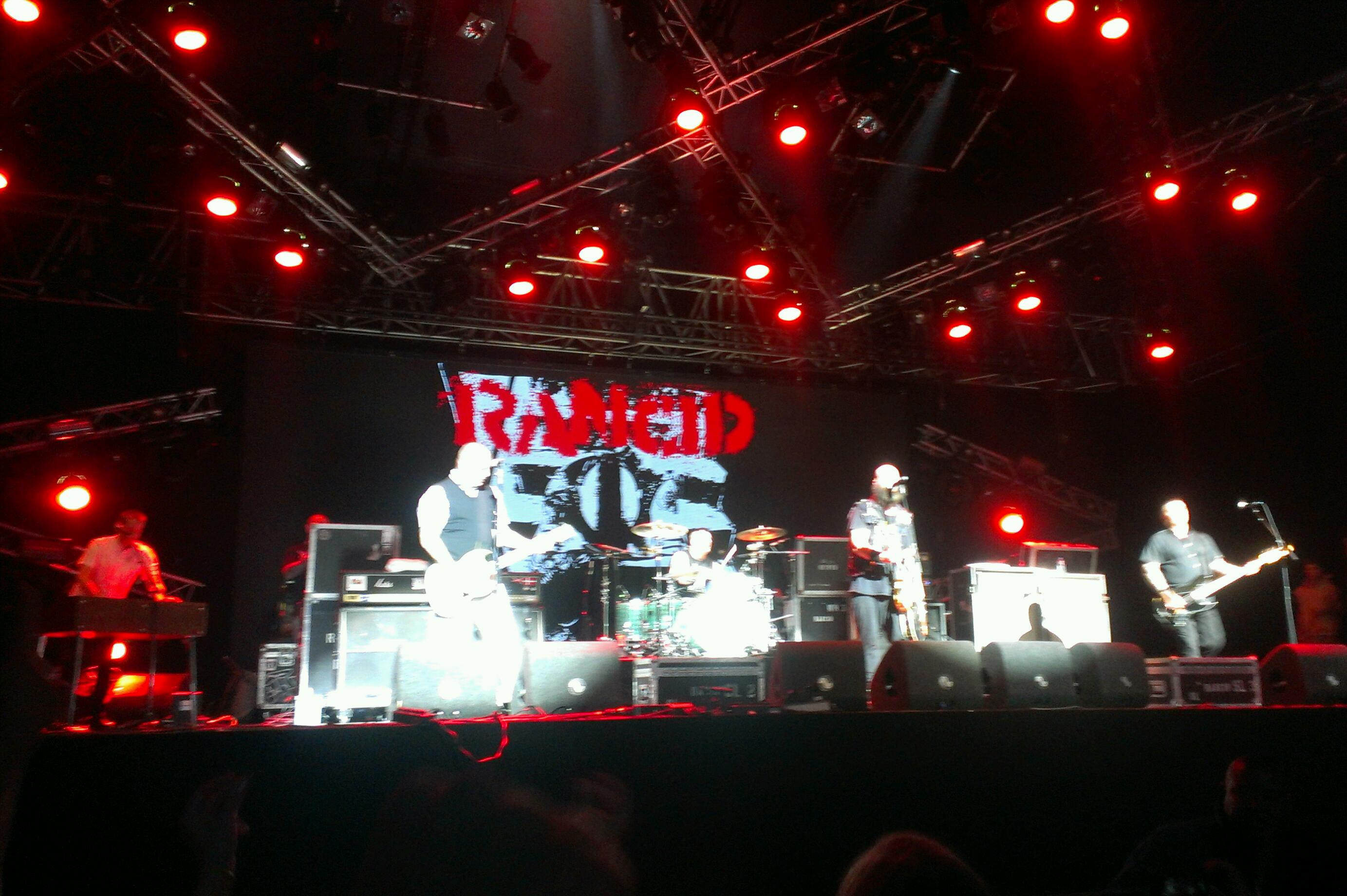
Rancid
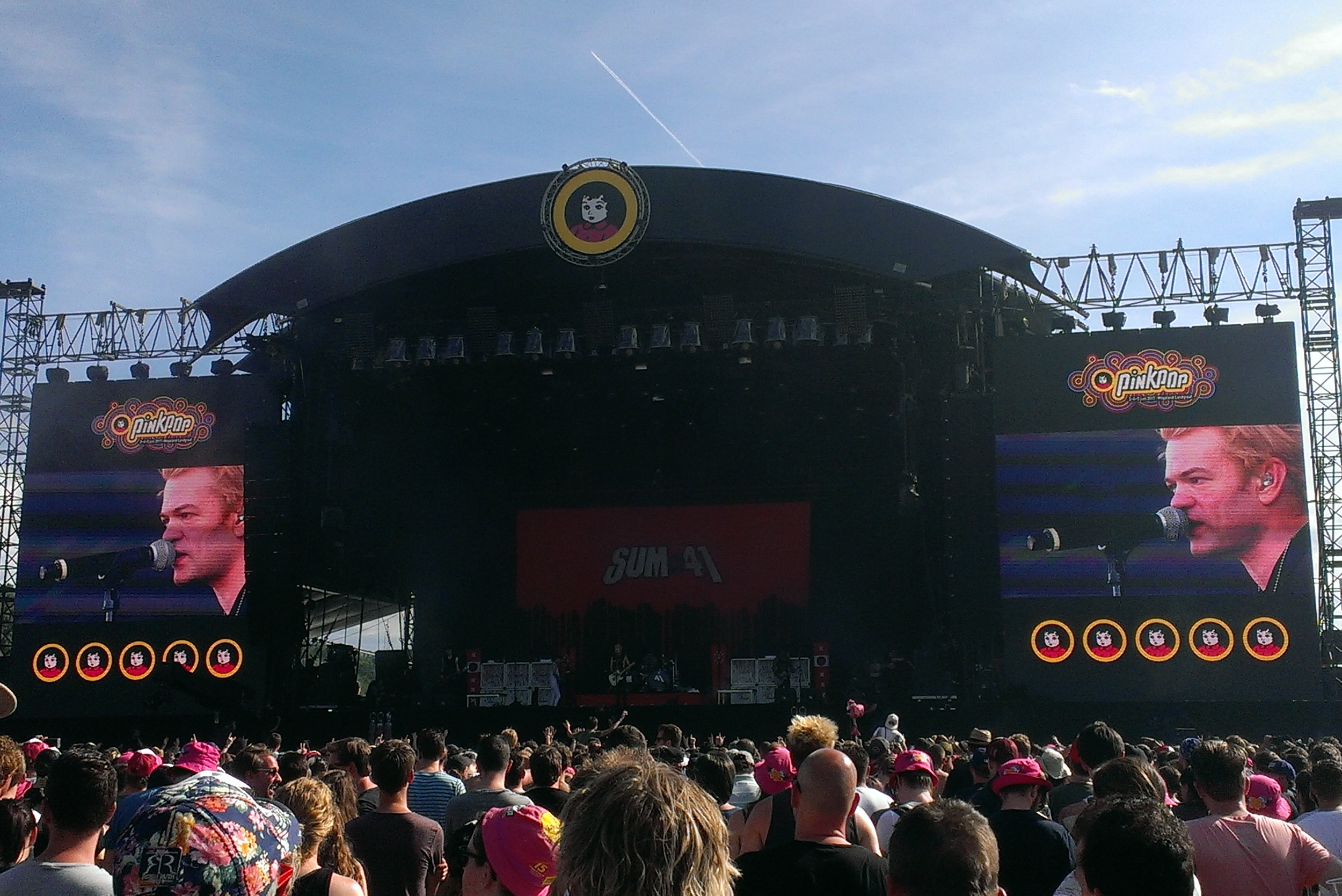
Sum 41
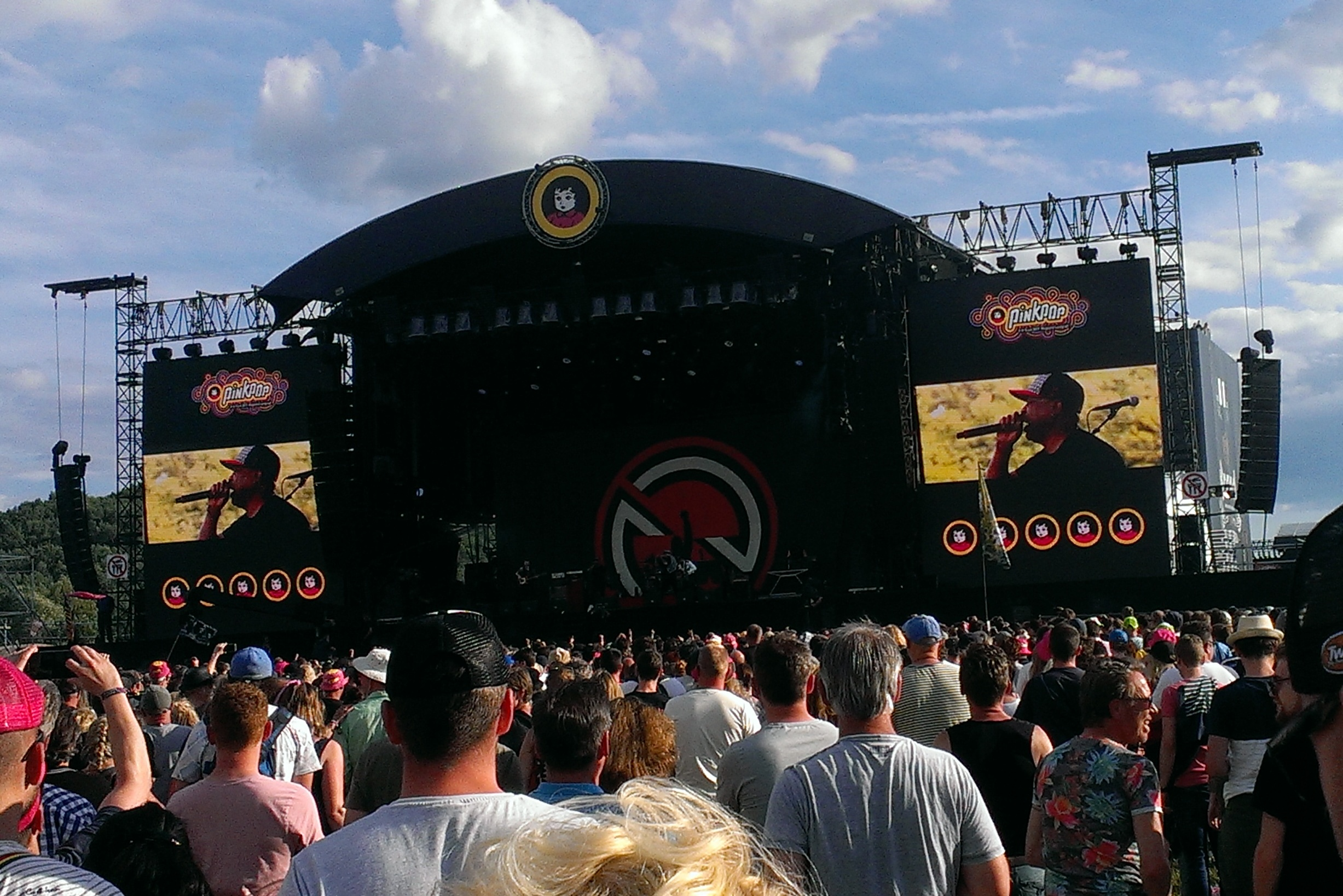
Prophets of Rage
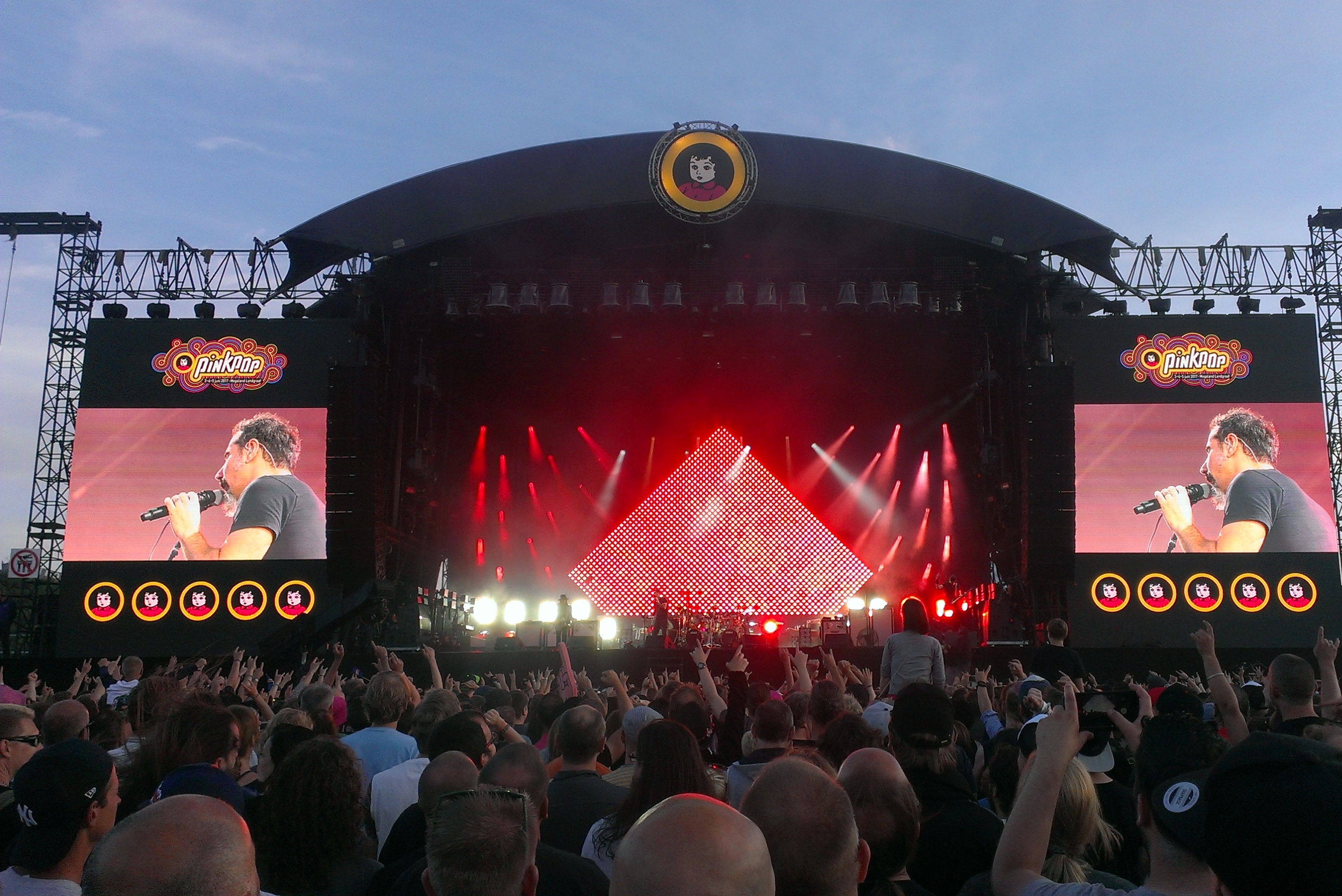
System of a Down